# Süderoog
Süderoog est une petite île allemande située dans la mer du Nord. Elle appartient au land du Schleswig-Holstein situé au nord du pays.

## Géographie
Cette île a une superficie de 70 hectares, et son point culminant est de un mètre au dessus du niveau de la mer. Cet îlot se trouve à 10 km des côtes de l'Allemagne, et possède également une route. Cependant, aucune route la relie au continent comme certaines de ses voisines.